# Insulele Andaman și Nicobar
Insulele Andaman și Nicobar (în bengaleză আন্দামান ও নিকোবর দ্বীপপুঞ্জ; în tamilă அந்தமான் நிகோபார் தீவுகள்; în hindi: अंडमान और निकोबार द्वीपसमूह; în telugu:అండమాన్ నికోబార్ దీవులు) este un teritoriu federal din India, situat la 1.200 km est de Madras si 150 km nord de Aceh. Are o suprafață 8.249 km² și o populație de 380.520 locuitori. Teritoriul este format din două grupuri de insule, insulele Andaman si insulele Nicobar. Insulele Andaman cuprind cinci insule mari, iar Ten Degree Channel le separa pe acestea de cele 19 insule din grupul Nicobar. Capitala teritoriului este orașul Port Blair.